# Кульгава доля
«Кульга́ва до́ля» — роман Аркадія і Бориса Стругацьких (1986). Написаний у період з 1971 по 1982 рік. Вперше опублікований (у скороченому вигляді) в журналі «Нева» в 1986 році.

## Сюжет
Сюжет роману складається з двох сюжетних ліній.
Час дії першої: п'ять днів у січні 1982 року, місце дії: Москва, СРСР. Головний герой — немолодий письменник Фелікс Олександрович Сорокін, член Спілки письменників СРСР. До нього, в числі інших членів цієї організації, звернувся секретаріат Спілки письменників з проханням здати для наукових досліджень зразок їхньої літературної творчості — кілька сторінок будь-якого тексту — з метою дослідження в галузі теорії інформації. Якими б не були цілі наукових досліджень — це оцінка творчості Фелікса Сорокіна і відповідальний момент у письменницькому житті.
Фелікс Сорокін починає розбирати свій архів, бажаючи підібрати щось підхоже для запиту. Перечитуючи архів, письменник поринає у спогади, розбираючи давно занедбані і напівзабуті рукописи. Справа доходить і до Синьої Теки. Так Сорокін називає свій найпотаємніший твір, який пише багато років «у стіл».
Дилема для Сорокіна — чи не віддати дослідникам Синю Теку? Справа в тому, що серед його колег уже поширилися чутки, що під дослідженням у галузі теорії інформації приховуються випробування унікальної комп'ютерної програми, яка нібито може неупереджено оцінити ступінь талановитості твору. Тут Фелікс Сорокін згадує оповідання Рюноске Акутаґави «Мензура Зоїлі», яке має подібний сюжет.
Фелікс Сорокін боїться за свою Синю Теку — а раптом головна праця його життя на ділі виявиться звичайною писаниною графомана — і несе на дослідження якісь прохідні переклади технічних текстів.
Випробування програми відбуваються в «Інституті лінгвістичних досліджень АН СРСР» (вигаданому авторами). Як з'ясовується, програма, яка оцінює текст письменників, насправді оцінює так зване НКЧТ (найімовірнішу кількість читачів тексту), яка, взагалі кажучи, до художньої цінності тексту має непряме відношення. Як приклад автори програми дають їй на вхід передовицю «Правди» і, як результат, отримують семизначне число.
У лабораторії Фелікс стикається з безіменним вченим, який натякає, що знає про існування Синьої Теки (хоча Сорокін зберігає існування твору в таємниці).

Наступного дня після відвідування інституту Сорокін знову стикається з цим вченим, але вже в ресторані Спілки письменників. Кінцівка роману метафорична. Загадковий вчений набуває вигляду й імені Михайла Опанасовича (Булгакова), улюбленого письменника Сорокіна, який немов спостерігає згори за долею письменника. Михайло Опанасович пояснює Сорокіну, що ж головне у творчості. 
 Зрозумійте, Феліксе Олександровичу, немає мені ніякого діла ні до ваших внутрішніх борінь, ні до вашого душевного сум'яття, ні до вашого, вибачте мене, самомилування. Єдине, що мене цікавить, — це ваша Синя Тека, щоб роман ваш був написаний і закінчений. А як ви це зробите, якою ціною — я не літературознавець і не біограф ваш, це, далебі, мені не цікаво. 
Друга сюжетна лінія: історія, розказана в Синій папці. Головний герой — Віктор Банев, теж письменник, живе в абстрактній тоталітарній державі. Він повернувся в рідне місто, де відбуваються таємничі події.

## Історія створення і публікації
Основна ідея, пов'язана з Мензурою Зоїлі, виникла в авторів у 1971 році. Але роман «Кульгава доля» (глави про Сорокіна) був написаний тільки в 1982 році. Тоді ж автори вирішили, що до роману слід включити текст рукопису головного героя (Синю Теку). Спочатку це мав бути вже написаний і неопублікований роман «Град приречений», але тоді виходило, що обсяг Синьої Теки перевищує обсяг основної оповіді. У «Кульгавий долі» залишився фрагмент, що зв'язує її з «Градом», — опис картини Миколи Реріха, яка, власне, й називається «Град приречений»: 
 І була наклеєна на титульний лист паскудна фоторепродукція: під навислими нічними хмарами завмерле від жаху місто на пагорбі, а навколо міста і навколо пагорба обвився велетенський сплячий змій з мокрою лискучою гладкою шкірою. 
 Було вирішено, що Синьою Текою стане повість «Бридкі лебеді», теж неопублікована і поширювана в самвидаві. Глави про письменника Сорокіна і глави про письменника Банева з Синьої Теки чергувалися — тут було використано популярний прийом «роман у романі». «Для того щоб читач повірив Ф. Сорокіну, — пише критик О. Шестопалов, — Стругацькі віддають йому одну з кращих своїх книг. (Те ж і, ймовірно, зі схожих причин зробив у „Майстрі і Маргариті“ Михайло Булгаков)».
Роман був опублікований у 1986 році, у восьмому номері журналу «Нева», в скороченому вигляді — без Синьої Теки. У 1987 році повість «Бридкі лебеді» була опублікована як самостійний твір, і після цього в 1989 році у видавництві «Радянський письменник» вийшов повний авторський варіант «Кульгавої долі».
Прообразом для Сорокіна став герой «Театрального роману» Булгакова Максудов і сам Аркадій Натанович Стругацький. Фелікса Сорокіна багато що об'єднує з Аркадієм Стругацьким. Обидва вони служили в армії військовими перекладачами, досконало володіли англійською та японською мовами, любили детективи Дешилла Геммета (відомо, що Борис Стругацький надавав перевагу Рексу Стауту і Еду Макбейну), займалися перекладами і писали сценарії. Як і Стругацькі, Сорокін довгий час не друкувався, перебиваючись перекладами, і писав до шухляди, добре розуміючи, що, найімовірніше, за життя він не зможе опублікувати Синю Теку. Аркадій Натанович навіть говорив, що хотів би зіграти цього персонажа в кіно.
Багато фрагментів роману відсилають до інших творів Стругацьких. Збірка фантастичних оповідань Сорокіна «Сучасні казки» багато в чому схожа з повістю «Понеділок починається в суботу». В обох книгах згадуються Упанішади і казкові герої, як персонажі книги. Як ненаписаний Сорокіним сюжет фігурує історія, пізніше використана Стругацькими за основу для сценарію «П'ять ложок еліксиру» і фільму «Спокуса Б.» (1990).

## Проблематика
Б. Н. Стругацький у своїх спогадах писав:
 «Кульгава доля» це — перш за все — роман про старість, яка нещадно насувається і від якої немає нам ні радості, ні порятунку — «визнання в старості», якщо завгодно. 
 Непрості взаємини з колегами по письменницькому цеху, коли доводилося думати одне, а на офіційних зборах говорити зовсім інше, теж відображено в романі.